# Brotfrevel
Der Brotfrevel ist ein Begriff aus der mittelalterlichen Sage. Man begeht Brotfrevel, indem man mit dem Nahrungsmittel Brot ehrlos und verschwenderisch umgeht. Meist wird dabei die achtlose und nicht sinngemäße Verwendung oder ein unterlassenes Teilen mit Hungernden aus egoistischen oder stolzen Gründen gemeint. In Sagen und Märchen wird Brotfrevel meist durch eine übernatürliche Instanz bestraft.
In der Sage der Stolzenburg in der Eifel wurden die Burgherren für das Verwenden von hartgebackenem Brot für Kegelspiele und für das anschließende Verfüttern dieses Brotes an ihre Nutztiere anstatt an ihre armen Untertanen vom Herrgott mitsamt ihrer Burg versenkt.